# La Collada (Conques)
La Collada és el que el seu nom indica, situada a 652,9 metres d'altitud en el terme municipal d'Isona i Conca Dellà (antic terme de Conques), al Pallars Jussà.
Es troba a l'extrem mericional del terme municipal, a prop del límit amb Gavet de la Conca, a l'únic fragment de terme que està situat a l'esquerra del riu de Conques. És a l'extrem sud-est del Serrat de Carreró, al nord-est de la partida de la Plana i de la Venda del Jaumet.